# Pouzolzia rugulosa
Pouzolzia rugulosa är en nässelväxtart som först beskrevs av Hugh Algernon Weddell, och fick sitt nu gällande namn av Acharya och Kravtsova. Pouzolzia rugulosa ingår i släktet Pouzolzia och familjen nässelväxter. Inga underarter finns listade i Catalogue of Life.